# Amazonas (juego)
El juego de las amazonas fue inventado por el argentino Walter Zamkauskas en 1988; se trata de un juego entre dos personas, cada una de las cuales dispone de 4 piezas iguales entre sí llamadas amazonas, diferenciándose de las del contrario por el color. Las amazonas se colocan sobre un tablero dividido en 10 filas y 10 columnas y pierde aquel jugador que no puede hacer un movimiento. Se clasifica como juego de tablero, abstracto y territorial; al igual que el go o el reversi.

## Reglas
|     | |     |     |     |     |     |     |     |     |
|     | \| \| \| \| \| \| \| \| \| \| \| \| \| \| \| \| \| \| \| \| \| \| \| \| \| \| \| \| \| \| \| \| \| \| \| \| \| \| \| \| \| \| \| \| \| \| \| \| \| \| \| \| \| \| \| \| \| \| \| \| \| \| \| \| \| \| \| \| \| \| \| \| \| \| \| \| \| \| \| \| \| \| \| \| \| \| \| \| \| \| \| \| \| \| \| \| \| \| \| \| \| \| \| \| \| \| \| \| \| \| |     |     |     |     |     |     |     |     |
|     | |     |     |     |     |     |     |     |     |
| a10 | b10 | c10 | d10 | e10 | f10 | g10 | h10 | i10 | j10 |
| a9  | b9 | c9  | d9  | e9  | f9  | g9  | h9  | i9  | j9  |
| a8  | b8 | c8  | d8  | e8  | f8  | g8  | h8  | i8  | j8  |
| a7  | b7 | c7  | d7  | e7  | f7  | g7  | h7  | i7  | j7  |
| a6  | b6 | c6  | d6  | e6  | f6  | g6  | h6  | i6  | j6  |
| a5  | b5 | c5  | d5  | e5  | f5  | g5  | h5  | i5  | j5  |
| a4  | b4 | c4  | d4  | e4  | f4  | g4  | h4  | i4  | j4  |
| a3  | b3 | c3  | d3  | e3  | f3  | g3  | h3  | i3  | j3  |
| a2  | b2 | c2  | d2  | e2  | f2  | g2  | h2  | i2  | j2  |
| a1  | b1 | c1  | d1  | e1  | f1  | g1  | h1  | i1  | j1  |

| a10 | b10 | c10 | d10 | e10 | f10 | g10 | h10 | i10 | j10 |
| a9  | b9  | c9  | d9  | e9  | f9  | g9  | h9  | i9  | j9  |
| a8  | b8  | c8  | d8  | e8  | f8  | g8  | h8  | i8  | j8  |
| a7  | b7  | c7  | d7  | e7  | f7  | g7  | h7  | i7  | j7  |
| a6  | b6  | c6  | d6  | e6  | f6  | g6  | h6  | i6  | j6  |
| a5  | b5  | c5  | d5  | e5  | f5  | g5  | h5  | i5  | j5  |
| a4  | b4  | c4  | d4  | e4  | f4  | g4  | h4  | i4  | j4  |
| a3  | b3  | c3  | d3  | e3  | f3  | g3  | h3  | i3  | j3  |
| a2  | b2  | c2  | d2  | e2  | f2  | g2  | h2  | i2  | j2  |
| a1  | b1  | c1  | d1  | e1  | f1  | g1  | h1  | i1  | j1  |

Se enfrentan dos jugadores, con cuatro amazonas cada uno, sobre un tablero de 10x10. Un jugador lleva las amazonas blancas y el otro las negras (u otros colores que se diferencien). Las blancas empiezan situadas en las casillas a4, d1, g1 y j4, mientras que las negras se sitúan en a7, d10, g10 y j7. Los jugadores hacen sus movimientos por turnos, comenzando a mover las blancas.
Un movimiento tiene dos etapas. En la primera se mueve cualquiera de las amazonas a una casilla distinta a la que estaba, siguiendo una dirección diagonal u ortogonal, igual que se mueve una reina de ajedrez. En la segunda etapa la amazona que se ha movido lanza una flecha, desde la casilla de destino, en dirección diagonal u ortogonal, a otra casilla.
Las amazonas no pueden moverse a las casillas alcanzadas por una flecha u ocupadas por otra amazona, moverse a través de ellas, lanzar flechas a esas casillas, o lanzar flechas a través de ellas.
El primer jugador en no poder hacer un movimiento pierde la partida.

## Territorio y resultado de la partida
Se trata de un juego territorial: después de cada movimiento se reduce el espacio del tablero en donde se puede mover, hasta que se llega a una situación en la que cada amazona se encuentra en una zona del tablero aislada del resto de las amazonas. En ese momento las amazonas se mueven en su territorio disparando flechas hasta que no queda espacio en esa zona y ya no pueden moverse.
El hacer todos estos movimientos finales resulta algo tedioso, por lo que generalmente, llegados a este punto, se cuenta el número de movimientos que le quedan a cada jugador y se resta medio movimiento al jugador al que le toca mover. El ganador es el jugador al que le quedan más movimientos y la diferencia entre los movimientos remanentes de ambos jugadores es el resultado de la partida. A veces se usa este resultado como método de desempate en los torneos.
Al hacer el recuento de movimientos que quedan hay que tener cuidado, pues aunque generalmente el número de estos movimientos remanentes es igual al de casillas vacías que hay en los territorios en los que se encuentran las amazonas de cada jugador, a veces es posible tener territorios en los que queden menos movimientos que casillas hay en ellos.

## Sitios donde jugar en Internet
Hay pocos sitios en donde se puede jugar a las amazonas. Entre ellos tenemos los siguientes:
- PlayStrategy, sitio en donde se pueden jugar torneos, partidas blitz y  partidas por correspondencia contra otros jugadores y bots.
- Little Golem, sitio en donde se pueden jugar torneos y partidas amistosas bajo el sistema 'basado en turnos' (similar a jugar por correo electrónico). El límite de tiempo es de 10 días + 36 horas por movimiento.
- igGameCenter, jugar en tiempo real, el apoyo a iGoogle y Facebook..
- Richard's PBeM Server, permite jugar a través del correo electrónico.
- GGS Archivado el 11 de octubre de 2003 en Wayback Machine. (Generic Game Server), permite jugar partidas en tiempo real.
- Super Duper Games